# 樊曼儂
樊曼儂（1946年1月24日—），台灣長笛演奏家、作曲家，出生於重慶。父親樊爕華是台灣首任國防部國防部示範樂隊隊長兼指揮，丈夫為台灣音樂家許博允。現任國立臺北藝術大學音樂系兼任副教授、中華民國長笛協會理事長、國際新象文教基金會董事長等職務，曾替金馬獎創作主題曲〈金馬奔騰〉作曲。2014年，獲得第25屆金曲獎傳統暨藝術出版類特別奬。

## 外部連結
- 臺灣音樂群像 樊曼儂 （页面存档备份，存于）